# Starokorsunskaja
Starokorsunskaja (russisch Староко́рсунская) ist eine Staniza in der Region Krasnodar in Russland mit 12.238 Einwohnern (Stand 14. Oktober 2010).

## Geographie
Der Ort liegt im Kaukasusvorland knapp 30 km Luftlinie östlich des Regionsverwaltungszentrums Krasnodar am hohen rechten Ufer des dort zum Krasnodarer Stausee aufgestauten Kuban. Die Wasserfläche gehört bereits zur Republik Adygeja.
Starokorsunskaja gehört zum Stadtkreis Krasnodar und ist innerhalb des Stadtkreises Verwaltungssitz des „Landkreises“ Starokorsunski selski okrug, zu dem außer der Staniza noch die Siedlungen (possjolok) Doroschny (8 km nordnordöstlich) und Rasjesd (5 km nordwestlich) gehören. Der Landkreis ist verwaltungstechnisch dem Stadtbezirk (wnutrigorodskoi okrug) Karassunski unterstellt.

## Geschichte
Starokorsunskaja ist eine der ersten 40 1794 im Kuban-Gebiet gegründeten Stanizen. Sie trug zunächst als Kurinsiedlung dem Namen Korsunskoje, mit Bezug zum ursprünglichen Herkunftsort der Kosaken, dem heutigen Korsun-Schewtschenkiwskyj in der Ukraine. Ab der Gründung der Siedlung Nowokorsunskoje („Neu-Korsunskoje“, heute Staniza Nowokorsunskaja) knapp 70 km nördlich, etwas östlich der heutigen Stadt Timaschewsk, im Jahre 1809 wurde die Siedlung als Starokorsunskoje („Alt-Korsunskoje“) bezeichnet, ab der Verleihung des Status einer Staniza 1842 unter der heutigen Namensform. Sie gehörte zunächst zur Abteilung (otdel) Jekaterinodar (heute Krasnodar) der Oblast Kuban.
Im Zweiten Weltkrieg war Starokorsunskaja vom 10. August 1942 bis 11. Februar 1943 von der deutschen Wehrmacht besetzt.

### Bevölkerungsentwicklung
| Jahr | Einwohner |
| ---- | --------- |
| 1939 | 8.216     |
| 1959 | 6.996     |
| 1979 | 9.233     |
| 2002 | 10.776    |
| 2010 | 12.238    |

Anmerkung: Volkszählungsdaten

## Verkehr
Am Nordrand der Staniza führt die Regionalstraße 03K-002 (ehemals R251) Temrjuk – Krasnodar – Kropotkin – Grenze zur Region Stawropol (dort weiter Richtung Stawropol) vorbei. Bei Starokorsunskaja zweigt von dieser in nördlicher Richtung eine Straße ins benachbarte Rajonzentrum Dinskaja ab.
Etwa 5 km nordwestlich des Zentrums der Staniza, bei der Siedlung Rasjesd befindet sich bei Kilometer 114 der 1901 eröffneten und auf diesem Abschnitt seit 1990 elektrifizierten Bahnstrecke Kawkasskaja (Kropotkin) – Krasnodar der Haltepunkt Stopjaty mit Vorortverkehr zwischen Krasnodar und Ust-Labinsk.